# 歌壇賞
歌壇賞（かだんしょう）は、日本の歌人のための、公募のコンクールによる短歌の新人賞。

## 概要
本阿弥書店の発行する月刊短歌総合誌「歌壇」が毎年公募する未発表三十首の中から選ばれる。短歌愛好者用の懸賞コンテストとは異なり、プロの専門歌人を発掘する登竜門として設けられている。例年の締め切りは9月30日、受賞作および選考結果は「歌壇」誌の翌年2月号に掲載され、授賞式は2月上旬に東京都千代田区のアルカディア市ヶ谷で行われる。
第18回（2007年）の選考委員は伊藤一彦、来嶋靖生、小島ゆかり、今野寿美、道浦母都子の5人。第19回（2008年）は来嶋靖生が退任し、内藤明が加わった。第20回、第21回、第22回の選考委員は第19回と同じ顔ぶれ。第23回からは小島ゆかりに代わり東直子が加わった。第26回から今野寿美、道浦母都子に代わり、水原紫苑、吉川宏志が加わることが発表された。受賞者には賞状・賞牌と、副賞として賞金20万円が授与される。第1回は1990年（発表および授賞式の年）。
同じく本阿弥書店が発行する「俳壇」誌が公募する俳句の新人賞「俳壇賞」と同時期に選考し、授賞式も同時に行われるが、発足は俳壇賞が3年先行し、1987年から行われている。

## 歴代受賞作と受賞者

### 第1回から第10回
- 第1回 1990年 「Bird lives － 鳥は生きている」 白瀧まゆみ（「未来」所属）
- 第2回 1991年 「さびしい男この指とまれ」 大村陽子（「形成」所属）
- 第3回 1992年 「駅までの距離」 壇裕子（「京大短歌」所属）
- 第4回 1993年 「つばさを奪ふ」 目黒哲朗（「原型」所属）
- 第5回 1994年 「聖文字の葉」 西﨑みどり（「短歌人」所属）、「黄のキリスト」 吉見道子（「礫」所属）
- 第6回 1995年 「私をジャムにしたなら」 河野小百合（「みぎわ」所属）、 「睫はうごく」渡辺松男（「かりん」所属）
- 第7回 1996年 「草かんむりの訪問者」 東直子（「かばん」「未来」所属）
- 第8回 1997年 「風の昼」 永田紅（「塔」「京大短歌」所属）
- 第9回 1998年 「蒼の重力」 本多稜（「短歌人」所属）
- 第10回 1999年 「隠国」 小黒世茂（「玲瓏」所属）

### 第11回から第20回
- 第11回 2000年 「晩夏の川」 田中拓也（「心の花」所属）、「アクトレス」 渡英子（「短歌人」所属）
- 第12回 2001年 「千里丘陵」 小林信也（「塔」「黄花」所属）
- 第13回 2002年 「上唇に花びらを」 田村元（「りとむ」「太郎と花子」所属）
- 第14回 2003年 「水の種子」 守谷茂泰（「短歌人」所属）、「極圏の光」 中沢直人（「未来」「かばん」所属）
- 第15回 2004年 「茅渟の地車」 熊岡悠子（「ヤママユ」所属）
- 第16回 2005年 「石笛」 青沼ひろ子（「みぎわ」所属）
- 第17回 2006年 「水ぢから」 米田靖子（「コスモス」所属）、「夕暮れを呼ぶ」 樋口智子（「りとむ」「太郎と花子」所属）
- 第18回 2007年 「コントラバス」 細溝洋子（「心の花」所属）
- 第19回 2008年 「硝子のモビール」 柳澤美晴（「未来」所属）
- 第20回 2009年 「ここは夏月夏曜日」 佐藤羽美（「未来」所属）

### 第21回から第30回
- 第21回 2010年 「真夜中のサーフロー」 長嶋信
- 第22回 2011年 「マジックアワー」 佐藤モニカ（「心の花」所属）
- 第23回 2012年 「光と、ひかりの届く先」　平岡直子（「早稲田短歌」所属）
- 第24回 2013年 「湖と引力」　服部真里子（「早稲田短歌」所属）
- 第25回 2014年 「あしたのこと」　佐伯紺（「早稲田短歌」所属）
- 第26回 2015年 「花を踏む」　小谷奈央（「みずたまり」所属）
- 第27回 2016年 「微笑みに似る」　飯田彩乃（「未来」所属）
- 第28回 2017年 「利き手に触れる」　大平千賀（「短歌人」所属）、「風に膨らむ地図」 佐佐木頼綱（「心の花」所属）
- 第29回 2018年 「Lilith」　川野芽生（「本郷短歌」「穀物」「怪獣歌会」所属）
- 第30回 2019年 「灯台を遠くはなれて」　高山由樹子（「日月」所属）

### 第31回から第40回
- 第31回 2020年 「知りつつ磨く」　小山美由紀
- 第32回 2021年 「ハイドランジア」　帷子つらね（「塔」「早稲田短歌」所属）
- 第33回 2022年 「空であって窓辺」　中井スピカ（「塔」所属）
- 第34回 2023年 「彼岸へ」　久永草太（「宮崎大学短歌会」所属）
- 第35回 2024年 「ハーフ・プリズム」　早月くら（「絶島」所属）
- 第36回 2025年 「風のたまり場」　津島ひたち（「京大短歌」「花野菜」所属）